# 救刦證道經咒
救刦證道經咒，全稱為太上勅演救刦證道經咒，道教經典《呂祖全書》中的一篇讚頌。近千年以來將其中的四段靈章視作以梵語書寫而成的「咒語」，然而皆不解其意。近年，佐伯好郎等學者認為中間的四篇靈章其實是唐朝基督教的景教讚美聖詩。

## 靈章
中古漢語「咒語」：
天微章第一

唵 哪 唎囉哞哆 嘛娑訶

地真章第二

唵 嗎唎哆 都堵 囉 娑訶

證仙章第三

唵 㖿哩哞 蘇唎哆 陀 密娑訶

體道章第四

唵 𡗶 陀 蘇唎哆 嘛 唧娑訶
阿方斯·明加納所譯出的古敘利亞語拼音：
an shana lirabrbatha mashiha

an maruta tithar la-han ishoh

an narims sorita da mashiho

an kahana da sorita malk ishiho
曾陽晴所譯出的中文意譯：
誠哉，基督升至高天！

誠哉，神聖主宰護祐此耶穌！

誠哉，讓我們高舉讚美基督的形象！

誠哉，大君形象之祭司乃是耶穌！
將意譯後的文字取代「咒語」，前後文的確像是唐代景教慣常借用的佛道用語形式：
天微章第一
稽首天主，元和遍十方。大慈悲，救苦難。誠哉，基督升至高天！

常有大神通，亨通普昭靈。大慈悲，救苦難。誠哉，基督升至高天！

迭運歷今古，普濟於群生。大慈悲，救苦難。誠哉，基督升至高天！

聖慧顯真宗，清明永固持。大慈悲，救苦難。誠哉，基督升至高天！

地真章第二
稽首后土君，黃閣面靈臺。大慈悲，救苦難。誠哉，神聖主宰護祐此耶穌！

仰承太上力，厚以為本根。大慈悲，救苦難。誠哉，神聖主宰護祐此耶穌！

山河永固奠，無洩亦無傾。大慈悲，救苦難。誠哉，神聖主宰護祐此耶穌！

靜存而默鎮，至德衛玄靈。大慈悲，救苦難。誠哉，神聖主宰護祐此耶穌！

證仙章第三
太虛仙之體，稽首禮真師。大慈悲，救苦難。誠哉，讓我們高舉讚美基督的形象！

一乘開覺路，黃房育嬰兒。大慈悲，救苦難。誠哉，讓我們高舉讚美基督的形象！

不為羞生死，立志守恆河。大慈悲，救苦難。誠哉，讓我們高舉讚美基督的形象！

日月亙其光，天根萬劫磨。大慈悲，救苦難。誠哉，讓我們高舉讚美基督的形象！

體道章第四
自一分玄後，太極合陰陽。大慈悲，救苦難。誠哉，大君形象之祭司乃是耶穌！

開天成地軸，四時五行藏。大慈悲，救苦難。誠哉，大君形象之祭司乃是耶穌！

黍珠懸似月，照徹八千場。大慈悲，救苦難。誠哉，大君形象之祭司乃是耶穌！

常以清靜心，稽首禮法王。大慈悲，救苦難。誠哉，大君形象之祭司乃是耶穌！
雖然《呂祖全書》的輯書者劉體恕（無我子，清順治年間的道士）在諸咒小序內聲稱：「然佛咒類皆梵音」，川口弘行亦有嘗試透過梵語進行破譯。不過，「經咒」卻恰可譯出「Mashiha」（古敘利亞語：ܡܫܝܚܐ，彌賽亞）與「Ishoh」（古敘利亞語：ܝܫܘܥ，耶穌）的辭彙，的確與景教有相當密切的關係。
於諸咒小序內的文句亦可一窺其端倪：
皆是正教不興，曲學爭起，人迷其宗，以遭塗炭。間有一二修行之士，或受左旁牽引，妄毀正教真宗。.....慾海無邊，孽根堅固，非有靈章，難生解冤免。
唐武宗會昌五年，敕令實施會昌滅法，那時佛教、祆教、摩尼教皆遭受打壓，亦有波及景教，這時的道教勢力正如日中天，這位道教的「呂祖」反而認為這樣的形勢是「正教不興」。序文且有「非有靈章，難生解冤免」等數句，又有長年不得其解的「咒語」，每每暗示著這四段靈章實情並不單純，是其關鍵所在。1951年，由佐伯好郎的文獻研究顯示，這是景教的古敘利亞語讚美詩歌。曾陽晴認為，該首頌詩的奇特之處，在於「隱藏」在信徒最不會懷疑的語言形式──「咒語」。信眾不斷地複誦其漢語標音，試圖想像經咒的道教涵義。殊不知所誦唸的實為古敘利亞語，可說是毫無意識的「敬拜」了耶穌基督千餘年。這篇讚頌還未被破譯前，早已融入「呂祖」的著作，是經咒不可或缺的一部分，倘若永久處在不為人知的情況下，著述應當是完整的。然而被視為與景教有關之後，經咒的整體架構反倒形成一種「不平衡、不協調的內在關係」。
從古敘利亞語意譯而得的詩句結構而言，該首詩的開頭皆為「誠哉」，結語則是「基督」、「耶穌」相互交錯。首句說「耶穌升天」，次句銜接「至高主宰」，「耶穌的形象」則和第三句與末句相關。曾陽晴指出，既使這四段頌詩並非同一首詩，應當也有所關聯，不會是恣意書寫或是引用，有可能是將一首古敘利亞語詩歌的四句歌詞分拆，再放入四個篇章內。

## 作者
題文指出經咒乃由「呂祖」所作。該處的「呂祖」可能是指呂秀岩，即大秦景教流行中國碑內所提及的「朝議郎前行台州司參軍呂秀岩」。而呂秀岩被認為有可能與呂洞賓實為同一人，由於《呂帝聖蹟紀要》載有呂洞賓「大雲會食」（百僧食麵）、「江陵醫眼」、「趙州醫跛」等仙術類似耶穌的神蹟，而且呂洞賓修行的終南山距離陝西盩厔大秦寺不遠。
但是此說受到一些學者的反對，主要原因是呂洞賓的原名只是叫作「呂喦」，其名與號皆未使用「呂秀岩」一名。因此，「呂祖」的真實身分迄今尚無定論。
如果「呂祖」採用咒語的形式將聖詩嵌入經咒內，僅留存音韻的宗教語言，隱去真實的古敘利亞語涵義，就會形成一種「密碼」。曾陽晴認為其目的可能有三：其一，「永恆的秘密，保有永恆的魔力」；其二，「耶穌基督的名字可以永久保留下來，在人唸誦咒語之時，以『無知』的敬虔，達到敬拜耶穌基督的目的」；其三，「不欲人知呂祖自己與景教的關係」。而羅香林則認為「呂祖」可能是會昌滅法後依附道教的景教信徒，或是與景教關係密切。

## 影響
景教受限於自身的脆弱體系而不得不遷就穩定的道教系統，時常在其漢語經典內挪用佛、道二教的用語。縱然經咒的四段靈章，被視為「既要人知，又要人不知的文本」，然而，這種隱晦的型態對道教的影響可能極為有限。曾陽晴認為，縱然「呂祖」這樣的處理手段是「不得已的」，卻也成功的協助景教讚美詩藉由咒語的形態混跡於道教內，流傳迄今。